# Капріца Максим Михайлович

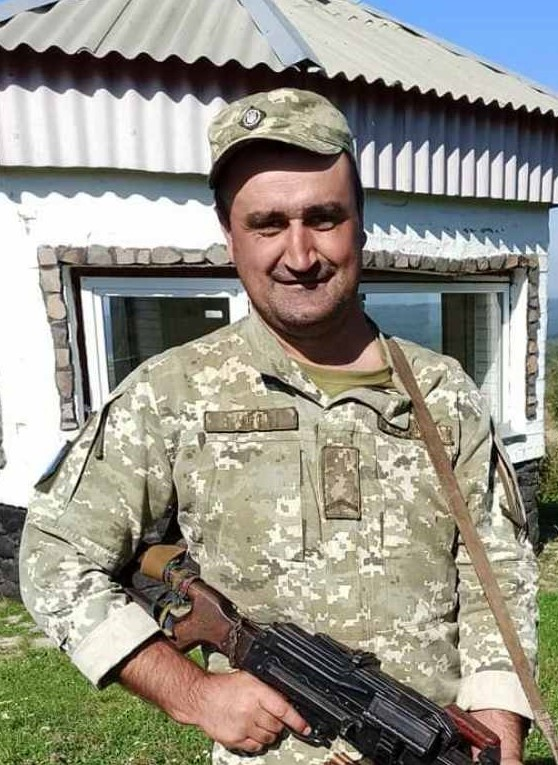
Капріца Максим Михайлович

Капріца Максим Михайлович — старший солдат Збройних сил України, відзначився у ході російського вторгнення в Україну.

## Короткий життєпис
Капріца Максим Михайлович народився 04 серпня 1988 року у м. Хмельницькому. Проживав у с. Лапківці. У 1997 році закінчив навчання у Лапковецькій початковій школі, а з 1997 року в Рідкодубській ЗОШ. Навчався в ПТУ № 8, за спеціальністю слюсар галузевого устаткування. 
3 2008 року присвятив себе служінню Батьківщині. Призваний на строкову службу в м. Цвітоха Шепетівського району. З 13 серпня 2015 року мобілізований для проходження служби в зоні АТО/ООС у місті Лисичанськ.
13 серпня 2019 року підписав контракт, продовжив службу у м. Ужгород у 128 гірсько-штурмовій бригаді. З березня 2021 року по 17 грудня 2021 року служив у зоні АТО (село Старогнатівка, Волновахського району).
18 лютого 2022 року з побратимами був відряджений у Волноваху, де під час пекельних боїв загинув 1 березня цього року. 
9 грудня 2024 року відбулося поховання загиблого Героя у нещодавно побудованому колумбарії на Алеї слави кладовища в мікрорайоні Ракове. Без тіла, в урні загиблого – особисті речі, які туди поклали рідні.
Максим Капріца був похований у могилі невідомого захисника на Дніпропетровщині.
22 травня 2025 року Максим Михайлович був перепохоронений на Алеї Слави в м. Хмельницькому.

## Нагороди та вшанування
- Нагороджений згідно з Указом Президента України від 14 березня 2022 року № 131/2022 «Про відзначення державними нагородами України» орденом «За мужність» III ступеня (посмертно) – за особисту мужність і самовіддані дії, виявлені у захисті державного суверенітету та територіальної цілісності України, вірність військовій присязі.
- Звання «Почесний громадянин міста Хмельницького» присвоєно рішенням позачергової дев'ятнадцятої сесії Хмельницької міської ради від 23 вересня 2022 року за видатні заслуги перед українським народом та Хмельницькою міською територіальною громадою.
- Рішенням 32 сесії 8 скликання від 6 серпня 2024 року присвоєно звання «Почесний громадянин Чорноострівської територіальної громади».